# Xu Tang (poète)
Pour les articles homonymes, voir Xu Tang.
Xu Tang (chinois : 许棠 ; chinois traditionnel : 許棠 ; pinyin : Xǔ Táng ; Wade : Hsü T’ang) avec le nom de courtoisie Wenhua (文化) est un fonctionnaire et un poète de la dynastie Tang. Il est originaire de Jingxian, Xuanzhou (actuel district de Jingxian, Anhui). Ses dates de naissance et de décès inconnues. Il obtient le titre de jinshi en 871. Il occupe plusieurs fonctions dans l’administration impériale avant de démissionner et de se retirer dans sa région natale.

## Biographie
Issu d’un milieu modeste, jeune, Xu Tang se rend à la capitale Chang'an pour passer les examens impériaux. Bien que talentueux, il les échoue plus de vingt fois sur une période de plus de trente ans, et il vit dans l’indigence. Durant ses années à Chang'an, il noue des liens littéraires avec des érudits et officiels, formant le cercle des « Dix Sages de l’ère Xiantong ». Xu Tang, accablé par ses échecs aux examens impériaux, erre dans la pauvreté persistante, dépendant de vieux amis et de nouvelles relations. De nombreux lettrés, admirant son talent et compatissant à son infortune, le traitent avec déférence. Mais rongé par une profonde mélancolie, il se réfugie dans la poésie et le vin, ses écrits dépeignant souvent sa tendance à s'apitoyer sur son propre sort dans l'écriture et le deuil d’une époque déclinante, suscitant l’émotion.
En  871, Xu Tang réussit enfin l’examen du jinshi. Une fois le titre obtenu, sa fatigue accumulée disparaît soudainement, et il se sent rajeuni et il annonce à ses amis : « Depuis que j’ai obtenu ce grade, je sens mes muscles et mes os légers, plus vigoureux qu’à la jeunesse – preuve qu’un seul succès officiel agit comme un élixir de renaissance pour un solitaire ». Il a environ cinquante ans.
Sous Liu Ye, gouverneur du Huainan (淮南), il est nommé fonctionnaire des relais postaux de Huainan. Puis, il est promu adjoint au magistrat du district de Jingxian et plus tard, il occupe le poste de fonctionaire à Qianzhou. Même en passant des lettres à la fonction officielle, il conserve une personnalité solitaire et inflexible ce qui lui cause d’être souvent l’objet d’exclusion et de répression. Vers 879, il devient magistrat adjoint dans le Jiangning.
Il finit par démissionner et retourner dans sa région natale, se retirant dans sa résidence de Lingyang dans le Jingxian, ainsi que dans les montagnes de Jingting et Jiuhua.

## Vie sociale
Xu Tang est ami avec le célèbre poète Ma Dai. Il partage avec un autre poète, Jia Dao, une complicité intellectuelle, tous deux passant des journées entières à boire et discuter poésie, prolongeant ces échanges pendant des mois. Xu Tang s’est consacré intensément à la poésie, mais son caractère solitaire le rendit peu sociable.

## Poésie
Xu Tang excelle en poésie et jouit d’une grande renommée de son vivant. Il compose des poèmes célèbres sur le lac Dongting, ce qui lui valut le surnom de « Xu Dongting ». Cependant, accablé par les difficultés matérielles, ses œuvres reflètent une pensée empreinte d’autodénigrement, de doute envers soi-même, et de mélancolie.
Spécialiste du poème régulier à cinq caractères, il a laissé près de deux cents poèmes, compilés dans le Recueil culturel (文化集), dont plus de cent cinquante sont conservés dans Poésie complète des Tang (Quan Tangshi) (全唐诗).

### Poème

#### Traversée du lac Dongting(過洞庭湖)
| Chinois traditionnel 驚波常不定， 半日鬢堪斑。 四顧疑無地， 中流忽有山。 | Traduction libre Les vagues terrifiantes ne se calment jamais, Une demi-journée suffit à blanchir mes tempes. De tous côtés, je doute de la terre visible, Au milieu des flots, une montagne apparaît soudainement. |
| 万里飞来为客鸟， 曾蒙丹凤借枝柯。 一朝凤去梧桐死， 满目鸱鸢奈尔何.       | L’oiseau en hauteur craint toujours de tomber, Les voiles lointaines comme silhouettes paisibles. Le pêcheur m’invite à le suivre doucement, Parfois chantant dans l’immensité.                                     |